# Station Drumgelloch
Drumgelloch is een spoorwegstation van National Rail in North Lanarkshire in Schotland. Het station is eigendom van Network Rail en wordt beheerd door ScotRail. 